# Marathon van Enschede 1993

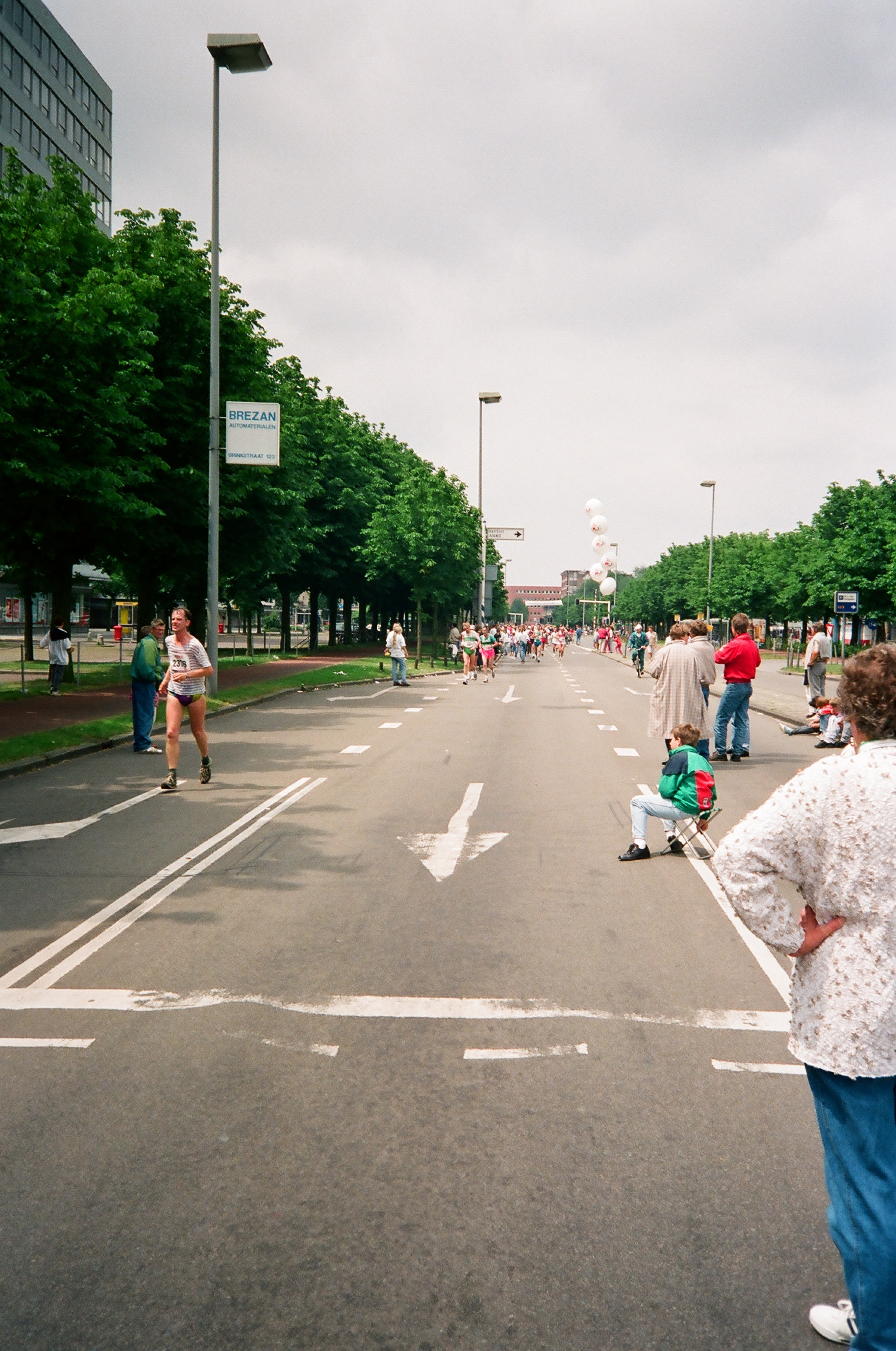
Marathon van Enschede, Van Heekplein, 1993

De marathon van Enschede 1993 werd gelopen op zondag 13 juni 1993. Het was de 25e editie van deze marathon.
De Zuid-Afrikaan Jan Tau was het sterkste bij de mannen en zegevierde in 2:12.19. Beste Nederlander was Marti ten Kate, die met 2:14.01 als vierde over de finish kwam. Bij de vrouwen won Veronika Troxler de wedstrijd in 2:44.33.

## Uitslagen

### Mannen
| rang   | naam                | land | tijd    |
| ------ | ------------------- | ---- | ------- |
| Goud   | Jan Tau             | RSA  | 2:12.19 |
| Zilver | Viktor Mosgovoy     | BLR  | 2:13.29 |
| Brons  | Tekeye Gebrselassie | ETH  | 2:13.52 |
| 4      | Marti ten Kate      | NED  | 2:14.01 |
| 5      | Wieslaw Palczynski  | POL  | 2:16.26 |
| 6      | Michel de Maat      | NED  | 2:18.06 |
| 7      | Wojciech Wieckowski | POL  | 2:18.28 |
| 8      | Wayne Buxton        | ENG  | 2:19.15 |

### Vrouwen
| rang | naam             | land | tijd    |
| ---- | ---------------- | ---- | ------- |
| Goud | Veronika Troxler | SUI  | 2:44.33 |

1947 ·
1949 ·
1951 ·
1953 ·
1955 ·
1957 ·
1959 ·
1961 ·
1963 ·
1965 ·
1967 ·
1969 ·
1971 ·
1973 ·
1975 ·
1977 ·
1979 ·
1981 ·
1983 ·
1985 ·
1987 ·
1989 ·
1991 ·
1992 ·
1993 ·
1994 ·
1995 ·
1996 ·
1997 ·
1998 ·
1999 ·
2000 ·
2001 ·
2002 ·
2003 ·
2004 ·
2005 ·
2006 ·
2007 ·
2008 ·
2009 ·
2010 ·
2011 ·
2012 ·
2013 ·
2014 ·
2015 ·
2016 ·
2017 ·
2018 ·
2019 ·
2020 · 2021 ·
2022 ·
2023 ·
2024 ·
2025